# Answer (SILENT SIRENの曲)
「Answer」（アンサー）は、日本のガールズバンドSILENT SIRENの楽曲。2020年8月7日にユニバーサルミュージック内のレーベルEMI Recordsより配信リリースされた。

## 概要
本楽曲は、SILENT SIRENの結成10周年の想いをテーマに書き下ろされた。
配信日と同日、9月20日に開催予定だったライブ「SILENT SIREN 結成10周年LIVE サイサイ10歳祭 〜てっぺん目指してGO！サイレンGO！〜」が新型コロナウィルスの感染拡大を受けて開催延期となったことの発表と同曲のミュージックビデオの公開がされた。
翌年末に活動休止を表明したため、本作が最後のシングル作品となった。

## 収録曲
| #         | タイトル   | 作詞      | 作曲       | 編曲       | 時間 |
| --------- | ---------- | --------- | ---------- | ---------- | ---- |
| 1.        | 「Answer」 | すぅ      | クボナオキ | クボナオキ | 4:01 |
| 合計時間: | 合計時間:  | 合計時間: | 合計時間:  | 合計時間:  | 4:01 |